# Nokia PC Suite
Nokia PC Suite est un logiciel qui permet d'installer différentes fonctionnalités aux téléphones portables de Nokia.
Nokia PC Suite est un logiciel utilisé pour créer une interface entre les appareils mobiles Nokia et les ordinateurs qui exécutent le système d'exploitation Microsoft Windows. Il peut être utilisé pour transférer de la musique, des photos et des applications. Il peut également être utilisé pour envoyer des messages courts (SMS) ou agir comme un modem pour connecter l'ordinateur à Internet. Un téléphone mobile peut être connecté par USB, Bluetooth ou infrarouge. Nokia PC Suite est un logiciel à code source fermé et est nécessaire pour accéder à certains aspects des téléphones Nokia.
Alors que Nokia PC Suite est toujours mis à jour, il est prévu qu'il soit remplacé par Nokia Ovi Suite, ce qui permettra d'utiliser d'autres plateformes, en plus de Windows.

## Caractéristiques
Les applications et caractéristiques suivants sont inclus dans la dernière version de Nokia PC Suite:
- Nokia Communication Centre pour le contrôle des contacts, des groupes de contacts, messages et un calendrier complet (v7.1 +).
- Voir la batterie et de contrôle et d'alerte de batterie faible (v7.1 +).
- Pop-up de notification des appels entrants et les messages (v7.0 +). Aptitude à initier et répondre à des appels (v7.1 +).
- Direct traitement rapide de l'agenda du téléphone cellulaire (v7.0 +).
- Nokia PC Sync pour les contacts, calendrier, notes, tâches à effectuer, courriels, les signets et les fichiers / dossiers.
- Nokia Content Copier pour sauvegarder et restaurer.
- Nokia Application Installer pour installer Java et Symbian applications.
- Nokia Gestionnaire de fichiers pour le transfert de fichiers.
- Nokia Contacts pour les contacts de manutention (remplacé par Nokia Centre de communication en v7.1).
- Messages de Nokia pour les messages de manutention.
- One Touch Access pour se connecter à Internet en utilisant le téléphone comme un modem.
- Nokia Music Manager pour le CD ripping et de transférer de la musique.
- Nokia Image Store pour le transfert de photos depuis un téléphone vers un PC.
- Nokia Software Updater permet la mise à jour du logiciel du téléphone (firmware).

## Limitations
La fonctionnalité de sauvegarde utilise un format de fichier non documentés binaire (. NBU), qui ne peut être utilisé pour restaurer à un téléphone. Cela signifie que les données ne sont accessibles que par la pratique d'une restauration à un téléphone de travail. Les programmes tiers (soit commercial ou libre) peut être utilisé pour lire le fichier, mais elles varient beaucoup dans la quantité d'informations qu'ils peuvent extraire.

## Système requis
- Espace disque disponible: 250 Mo (taille approximative du fichier: 25 Mo).

Systèmes d'exploitation:
- Windows 7.
- Windows Vista.
- Windows XP Professionnel Édition x64 (Service Pack 2 ou supérieur).
- Windows XP (Professionnel ou Édition familiale) (Service Pack 2 ou supérieur).

Les méthodes de connexion: 
- câble USB.
- Bluetooth.
- infrarouge.

Pris en charge Bluetooth logiciels (stacks Bluetooth):
- Microsoft Windows Bluetooth (inclus dans XP SP2, Vista et 7).
- Toshiba Bluetooth Stack pour Windows XP/2000 4,0 V.
- WIDCOMM BTW 1.4, 3.0, 4.0, 5.0.
- IVT BlueSoleil Bluetooth Stack pour Windows XP/2000, version du pilote 1.6.1.4 (Nokia Nseries, Eseries, et 3250 téléphones exigent 2.1.2.0 version du pilote).